# Érces közfutó
Az érces közfutó (Amara aenea) a futóbogárfélék (Carabidea) családjának egyik igen gyakori tagja. Az Amara rovarnem egyedszámát többségben e faj teszi ki. Ahogy neve is sugallja teste érces hatású, mérete apró; a nőstények nagyobbak a hímeknél. Ritkán levéltetvekkel és egyéb kártevőkkel táplálkozik, ezért kutatások tárgyát képezi kártevőírtóként való alkalmasságáért.
Alapjában véve a palearktikus faunatartomány nyugati területein terjedt el, de Kanadába és az Egyesült Államokba is betelepítették. Egész évben előfordulnak, de leginkább a meleg hónapokban aktívak. A talajban áttelelnek, majd az év elején kibújnak szaporodni. Mindenevők; rendszerint növényi magokat esznek, néha viszont kisebb rovarokat és azok petéit, illetve lárváit is elfogyasztják.
Ahhoz képest, hogy viszonylag kis mennyiségű petét raknak le más rovarfajokhoz képest, gyorsan gyarapodnak; minden év nyarán megjelennek az új generációs imágók. Fennmaradása biztosított, élőhelye nagy kiterjedésű, még az emberlakta területeken is megjelenik. A Természetvédelmi Világszövetség (IUCN) nem tartja veszélyeztetett fajnak, Magyarországon nincs törvényes védelem alatt.

## Előfordulása
Nyugati palearktikus elterjedésű, főként mérsékelt égövbeli faj. Megtalálható Közép-Európától Makaronézia és a Földközi-tenger területein át keletre, egészen Ázsiáig. Délről Észak-Afrikában, keletről Szibérián át Kína északnyugati részein elterjedt. A betelepítéseket követően mára Kanadában és az Amerikai Egyesült Államok északkeleti területein is elterjedt adventív fajként. A faj legkorábbi feljegyzése az USA és Mexikó területén 1828 előtt történt. Az Egyesült Királyságban általában Skócia távoli északi részén rendkívül gyakori, Írországban leginkább a partok közelében.

## Nevének eredete
E rovart Charles De Geer svéd entomológus írta le 1774-ben Carabus aeneus elnevezéssel, majd újra ugyanabban az évben a faj jelenlegi bionimális nevén, amely az Amara aenea.
Angol neve common sun beetle (szó szerint „gyakori napbogár”), mely a faj közönséges jellegére és napos időben való gyakori tartózkodására utal. Magyar nevét is a fényben megmutatkozó érces hatást keltő megjelenéséről kapta. A tudományos neve a latin amarus, „keserű, kellemetlen”, és az aeneus „bronzból, ércből készült” szavakból ered.

## Megjelenése
Testhosszának mérete körülbelül 6,2-8,8 mm között ingadozik. A nőstények átlagosan nagyobbak, mint a hímek. Elliptikus teste meglehetősen keskeny és lapított. Kitinpáncélja fekete, ragyogó bronz, zöld vagy kék fémes tükröződéssel. A csápok túlnyomórészt sötétek, csak az 1. és 3. szegmens, valamint a 4. tag alapja sárgás-piros. A nyakpajzs alján két bemélyedés található. A fedőszárnyakon finom hosszanti barázdák futnak végig. A láb combjai sötétek, a lábszárak változóan világosabbak.

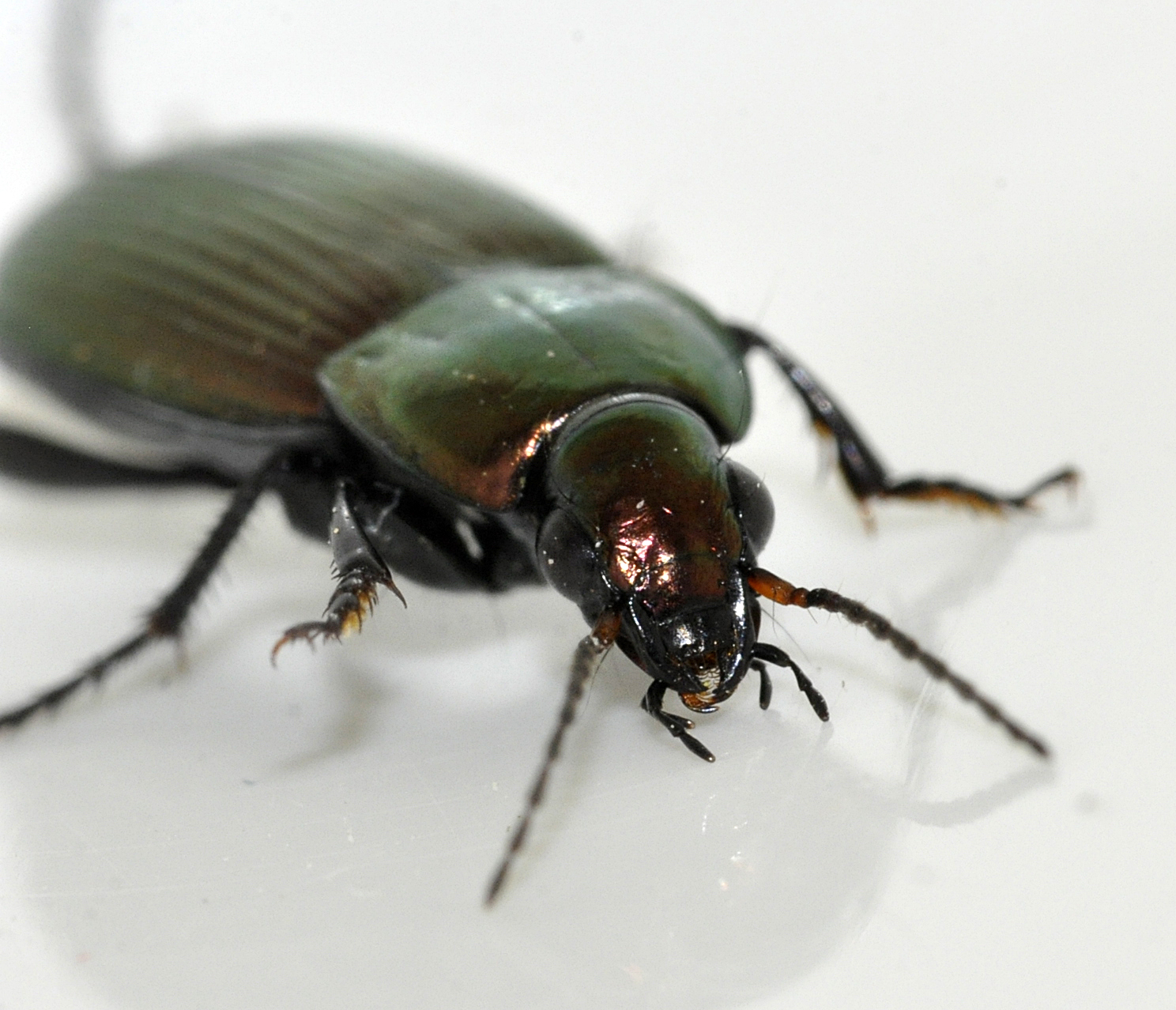
Feje közelről

### Összetéveszthetősége
Az Amara nembe több nagy hasonlóságot mutató faj is előfordul, amelyek összetéveszthetők az érces közfutóval.

Az ovális közfutó (A. ovata) és a gyakori közfutó (A. similata) nagyobb és sokkal sötétebb árnyalatú nála. A mezei közfutó (A. communis) és az erdei közfutó (A. convexior) fejformája különbözik az érces közfutóétól. A kerti közfutónak (A. familiaris) teljesen halvány ízelt lábai vannak, az A. plebeja fajnak pedig jellegzetes háromágú elülső lábkarommal rendelkezik, amelyek egyáltalán nem jellemzőek a fajra.

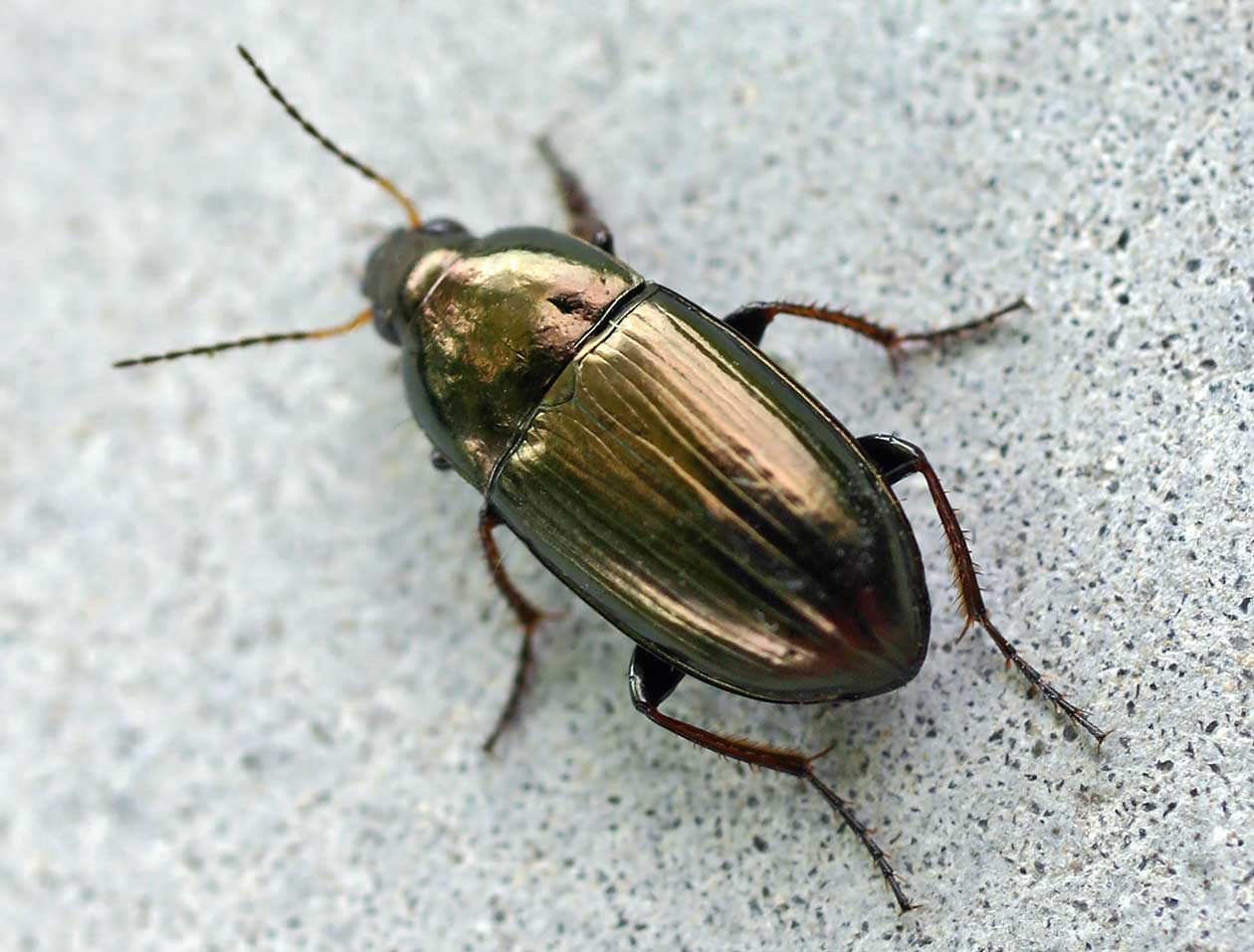
Teste fémes hatást kelt

Az érces közfutó azonosítása nehéz feladatnak bizonyulhat, felismeréséhez részletes vizsgálat szükséges egy mikroszkóp segítségével.

## Életmódja
A kifejlett egyedek általában rejtve maradnak nappal, viszont többnyire meleg időben és éjszaka kimerészkednek, hogy napozhassanak. Nappal repülni is képesek. Száraz élőhelyeken fordul elő, ideértve a kerteket, mezőkön és a réteket. Az imágók egész évben előfordulnak, de főleg tavasszal és nyáron vannak a legnagyobb számban. Fakéreg vagy alatt vagy a talajban telelnek át, és az év elején kelnek szaporodni.  

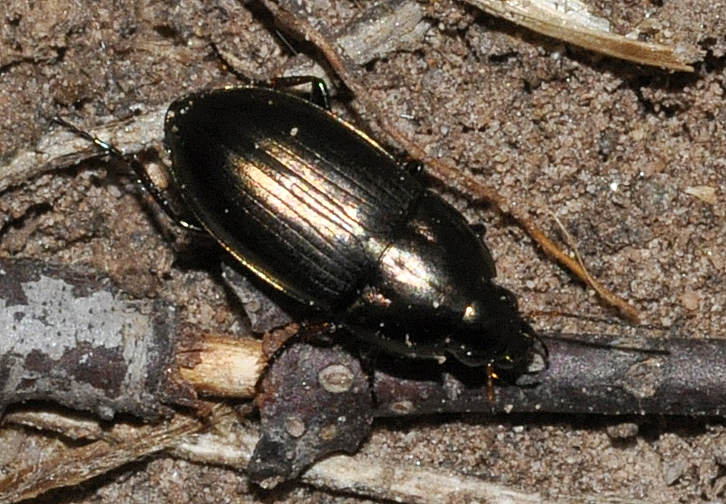
Természetes élőhelyén

A petéket száraz talajba, megfelelő növényzet közé rakják és tavasszal megjelennek a lárvák. A lárvák talajlakók és elsődlegesen mindenevők, akik az odújukból lesből vadásznak a zsákmányukra, amelyek más rovarok petéiből és lárváiból állnak. A lárvák magevők is, mert sokféle növény magját, főként a martilapu (Tussilago), a csillaghúr (Stellaria), az útifű (Plantago), a csalán (Urtica), a pásztortáska (Capsella) és a pimpó (Potentilla) fajokét fogyasztják. Teljes fejlődésükhöz táplálékuk lehet kizárólag növényi vagy állati eredetű is, de a lárvák növekedési üteme és méretük változatos étrenden a legoptimálisabb. A lárvák három vedlésen mennek keresztül, majd bábozódnak a talaj felszíne alatt, és az új generáció imágói megjelennek a nyár közepén.  
A kifejlett példányok főleg magevők, de néha mindenevő életmódot folytatnak, hiszen kisebb rovarokat is esznek. Felmásznak a növényi szárakra a magvak keresésére, majd kieszik a szemeket. Éjszaka felmásznak a fűszárakra, többek között a sovány perjére (Poa trivalis) vagy a réti perjére (Poa pratensis), és néha nagy számban megjelennek olyan területeken, ahol a növények magokat kezdenek képezni. Az imágók rovarok lárváival vagy petéivel is táplálkoznak, de néha akár magát a kifejlett rovart is elfogyasztják. 

### Felhasználása
Többek között a szójabab termésében kárt okozó levéltetű, az úgynevezett Aphis glycines, illetve az alma és a galagonya kártevőjének, a Rhagoletis pomonella légyfajnak a ragadozója. E két mezőgazdasági kártevő ragadozójaként folyamatos tanulmányok folynak arról, hogy az érces közfutó használható-e bizonyos rovarirtó szerek helyettesítésére.